# ماوسة
ماوسة بلدية تابعة لدائرة غريس ولاية معسكر تقع بين تغنيف ومعسكر يقطنها حوالي 20719 نسمة.